# 39-та армія (СРСР)
Три́дцять дев'́ята а́рмія (39 А) — загальновійськова армія збройних сил Радянського Союзу, створена на початку Німецько-радянської війни.

## Перше формування
39-та армія першого формування сформована 15 листопада 1941 року (директива Ставки ВГК від 2 листопада 1941 року) в Архангельському військовому окрузі з безпосереднім підпорядкуванням Ставці ВГК.
22 грудня 1942 року була включена до складу Калінінського фронту та брала участь у Ржевсько-Вяземській операції. Довгий час перебувала в напівоточенні в районі селища Холм-Жирковський. В липні 1942 року, в результаті проведення німецькими військами операції «Зейдліц», 39-та армія була оточена. Вийти з оточення вдалося лише невеликій кількості бійців.
Наприкінці липня 1942 року була розформована.

### Командувачі
- генерал-лейтенант Богданов І. О. (жовтень — грудень 1941 року);
- генерал-лейтенант Масленников І. І. (грудень 1941 року — липень 1942 року).

## Друге формування
39-та армія другого формування створена 8 серпня 1942 року у складі Калінінського фронту на базі 58-ї армії другого формування.
В березні 1943 року брала участь в Ржевсько-Вяземській наступальній операції. В Духовщинсько-Демидівській операції брала участь у визволені міста Духовщина. З 20 жовтня армія входила в 1-й Прибалтійський, з 20 січня 1944 року — у Західний, а з 24 квітня — в 3-й Білоруський фронти. Взимку та навесні 1945 року 39-та армія вела бої у Східній Пруссії в ході Інстербурзько-Кенігсберзької і Кенігсберзької операції. Бойові дії на радянсько-німецькому фронті армія завершила участю в Земландській наступальній операції.
1 травня 1945 року 39-та армія була виведена у резерв Ставки ВГК, потім передислокована до Монголії і 20 червня включена в Забайкальський фронт. У його складі брала участь у Радянсько-японській війні 1945 року.

### Командувачі
- генерал-майор, із січня 1943 року генерал-лейтенант Зигін О. І. (серпень 1942 року — вересень 1943 року);
- генерал-лейтенант Берзарін М. Е. (вересень 1943 року — травень 1944 року);
- генерал-лейтенант, із травня 1945 року генерал-полковник Людников І. І. (травень 1944 року — до кінця Радянсько-японської війни).